# Phenacoccus cynodontis
Phenacoccus cynodontis är en insektsart som beskrevs av Borchsenius 1949. Phenacoccus cynodontis ingår i släktet Phenacoccus och familjen ullsköldlöss. Inga underarter finns listade i Catalogue of Life.